# Frydek (powiat pszczyński)
Frydek (niem. Siegfriedsdorf) – wieś w Polsce położona w województwie śląskim, w powiecie pszczyńskim, w gminie Miedźna.
W latach 1954–1956 wieś należała do gromady Miedźna, następnie należała była siedzibą władz gromady Miedźna, po jej zniesieniu od 1962 r. powtórnie w gromadzie Miedźna. W latach 1975–1998 miejscowość administracyjnie należała do województwa katowickiego.
Frydek jest jedną z sześciu miejscowości wchodzących w skład gminy Miedźna. Znajduje się w północno-wschodniej części gminy. Od strony północnej miejscowość otoczona jest lasem wolskim. Od wschodu miejscowość sąsiaduje z wsią Gilowice. Miejscowości te tworzą wspólny obwód szkolny i parafię.
Osadę po zniszczeniach wojny trzydziestoletniej założył pan na Pszczynie Siegfried von Promnitz ok. 1630 i nazwał swoim imieniem Siegfriedsdorf.
W 2005 przy kościele pw. Najświętszej Maryi Panny Królowej Wszechświata we Frydku zbudowany został pomnik Jana Pawła II.
Przez las we Frydku przebiega międzynarodowa trasa rowerowa R-4.

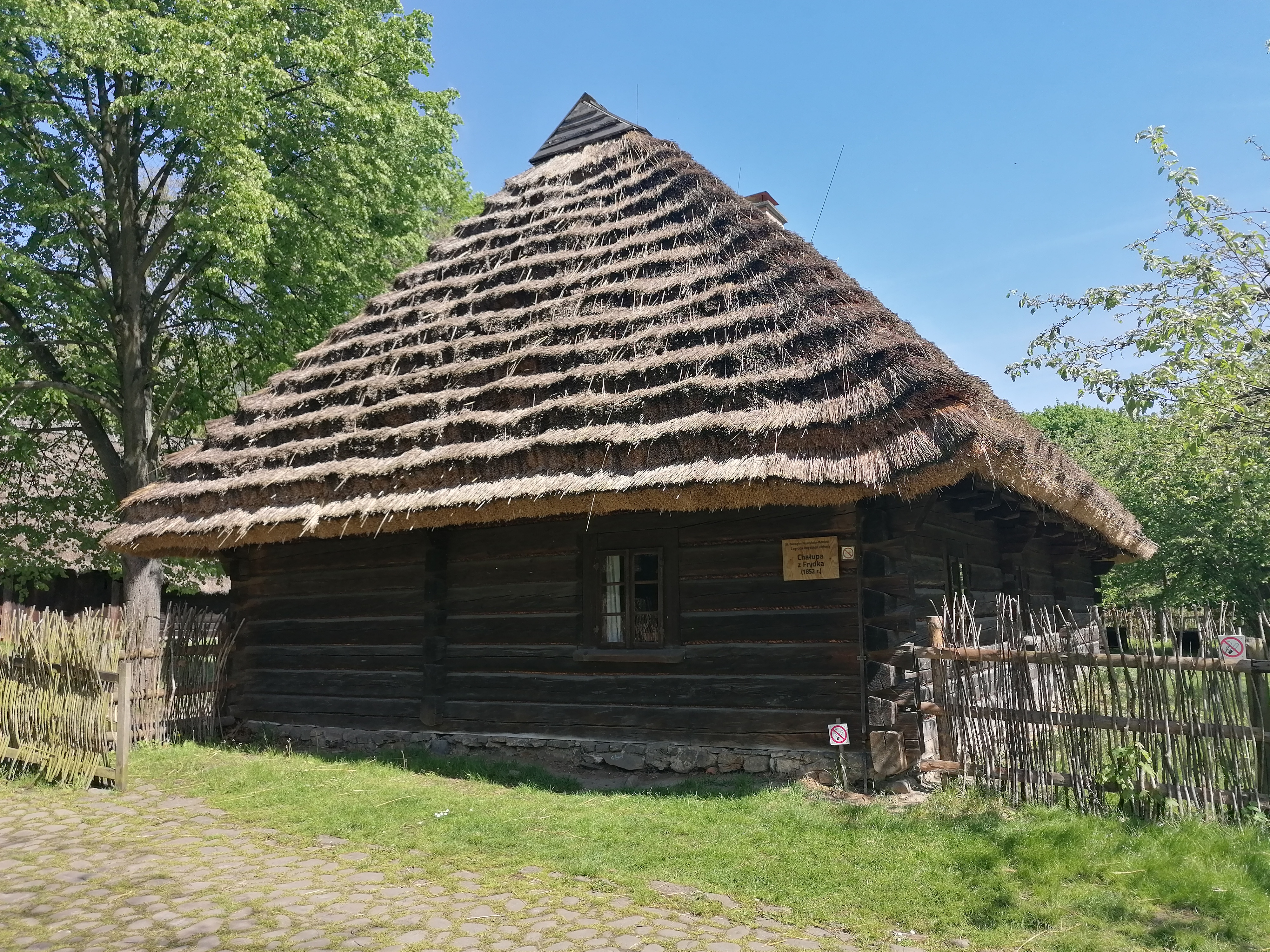
Chata z Frydka z 1852, Górnośląski Park Etnograficzny